# Karl Ebert (Buchbinder)
Karl Ebert (* 5. Juli 1869 in Ellwangen (Jagst); † 3. April 1949 in München) war ein deutscher Buchbinder und Fachschullehrer.

## Leben und Werk
Karl Ebert war gelernter Buchbindermeister, der sich auf kunstvolle Einbände von Büchern spezialisiert hatte. Als solcher war er Fachlehrer an der Kunstgewerbeschule München. Er gehört zu den Gründungsmitgliedern der internationalen Vereinigung der Meister der Einbandkünste (MDE), die 1923 in Leipzig gegründet wurde.

## Ehrungen
- Ehrenmitglied der Buchbinderinnung